# Roskapellchen

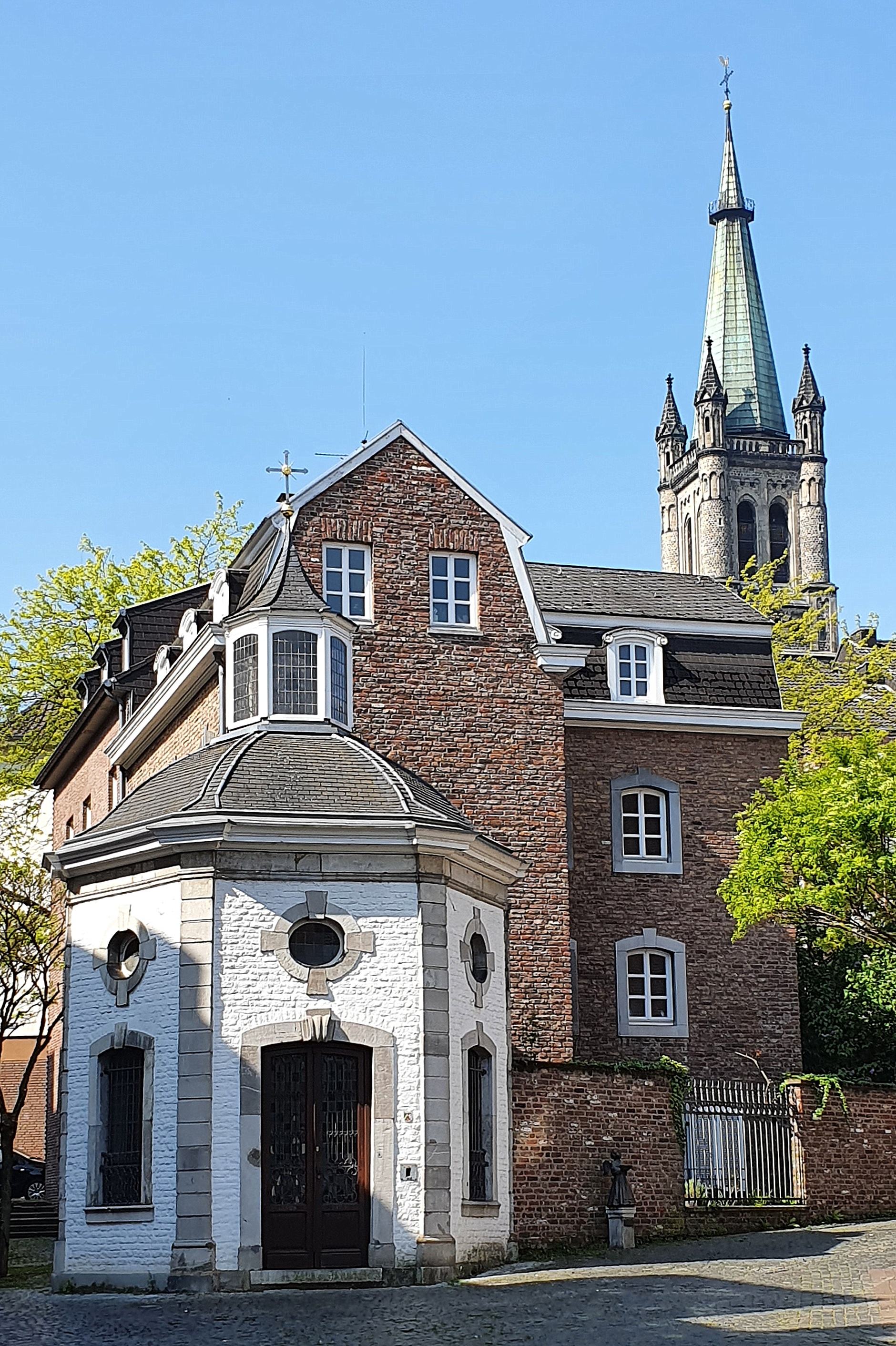
Roskapellchen mit St. Jakob

Das Roskapellchen ist ein denkmalgeschütztes Kapellengebäude in Aachen unweit der Pfarre St. Jakob und dient der Verehrung der Gottesmutter Maria. Es wurde 1758/1759 als Ersatz für einen zuvor freistehenden Bildstock, in den eine Marienfigur aus dem frühen 16. Jahrhundert integriert worden war, im barocken Stil erbaut. Der Kapellenbau wird in vielen Quellen dem Aachener Baumeister Laurenz Mefferdatis zugeschrieben, der Dombaumeister Joseph Buchkremer führt ihn jedoch als Werk von Johann Joseph Couven auf. Das „Roskapellchen“ hat seinen Namen dem umliegenden Wohnviertel zu verdanken, wobei jedoch nicht eindeutig geklärt ist, ob es sich bei der Bezeichnung „Ros/Rues“ um die Wegebezeichnung „via rotta“ aus römischer Zeit oder um einen Bezug zu einer nahen Flachsröste handelt.

## Geschichte
Im ausgehenden 15. Jahrhundert war dieses Gebiet noch von Feldern geprägt, die die Bauern mit Pferdepflügen beackerten. Zu deren Versorgung befanden sich hier ein Laufbrunnen mit einer Pferdetränke sowie ein Bildstock mit einem Gnadenbild, welches um 1500 dort aufgestellt worden war. An diesem Ort konnten die Bauern mit ihren Pferden ihre Pause verbringen und eine kurze Andacht halten. Nach dem großen Stadtbrand von Aachen im Jahr 1656, der in dem in unmittelbarer Nähe gelegenen Jakobsviertel ausgebrochen und bei dem der gesamte Bildstock trotz örtlicher Nähe unversehrt geblieben war, glaubte die Bevölkerung an eine wundersame Fügung, was den Pilgerort in der Folgezeit noch aufwertete.
Zudem war es der Nähe zur alten Jakobskirche und dem dort vorbeiführenden Jakobsweg zu verdanken, dass sich die Pilgerstätte zu einem immer beliebteren Anziehungspunkt entwickelte. Das veranlasste den Pfarrer von St. Jakob, Johann Jakob Kloubert, Mitte des 18. Jahrhunderts den Bau einer steinernen Kapelle in Auftrag zu geben, in der das Marienbildnis in einem Altar integriert werden sollte. Die Entwürfe zu diesem Bau werden zwar in mehreren Quellen Mefferdatis zugeschrieben, der allerdings bereits 1748 verstorben war. Es lässt sich nicht beweisen, ob er die Pläne für den Bau noch vor seinem Tod angefertigt hatte und die Umsetzung erst 1758/1759 erfolgte oder ob gemäß Buchkremer tatsächlich Johann Joseph Couven der verantwortliche Architekt war.
Nach dem erfolgten Kapellenbau erfreute sich der Pilgerort besonders in Zeiten großer Not wie Krieg, Erdbeben oder Seuchen weiterhin einer großen Beliebtheit. Als beispielsweise bei einer großen Choleraepidemie im Jahr 1832 mehr als 400 Bewohner des Rosviertels erkrankt waren, wurde anschließend in Erinnerung daran von den fast 200 Überlebenden eine Bittprozession initiiert, die seitdem traditionsgemäß jährlich zur Kapelle zieht. Bereits zuvor war diese als Station für eine weitere Prozession eingerichtet worden, die an den Muttergottes-Gedenktagen und in der Fastenzeit stattfand und von dort weiter zum Aachener Dom zog. Zudem war es bis zum Ersten Weltkrieg üblich, dass Nachbarskinder eines erkrankten Kindes aus dem Rosviertel an dem Marienbild Kerzen opferten. Wenn diese ruhig brannten, glaubten die Kinder an eine Heilung, sollten die Kerzen aber unruhig flackern, an einen negativen Ausgang der Erkrankung.

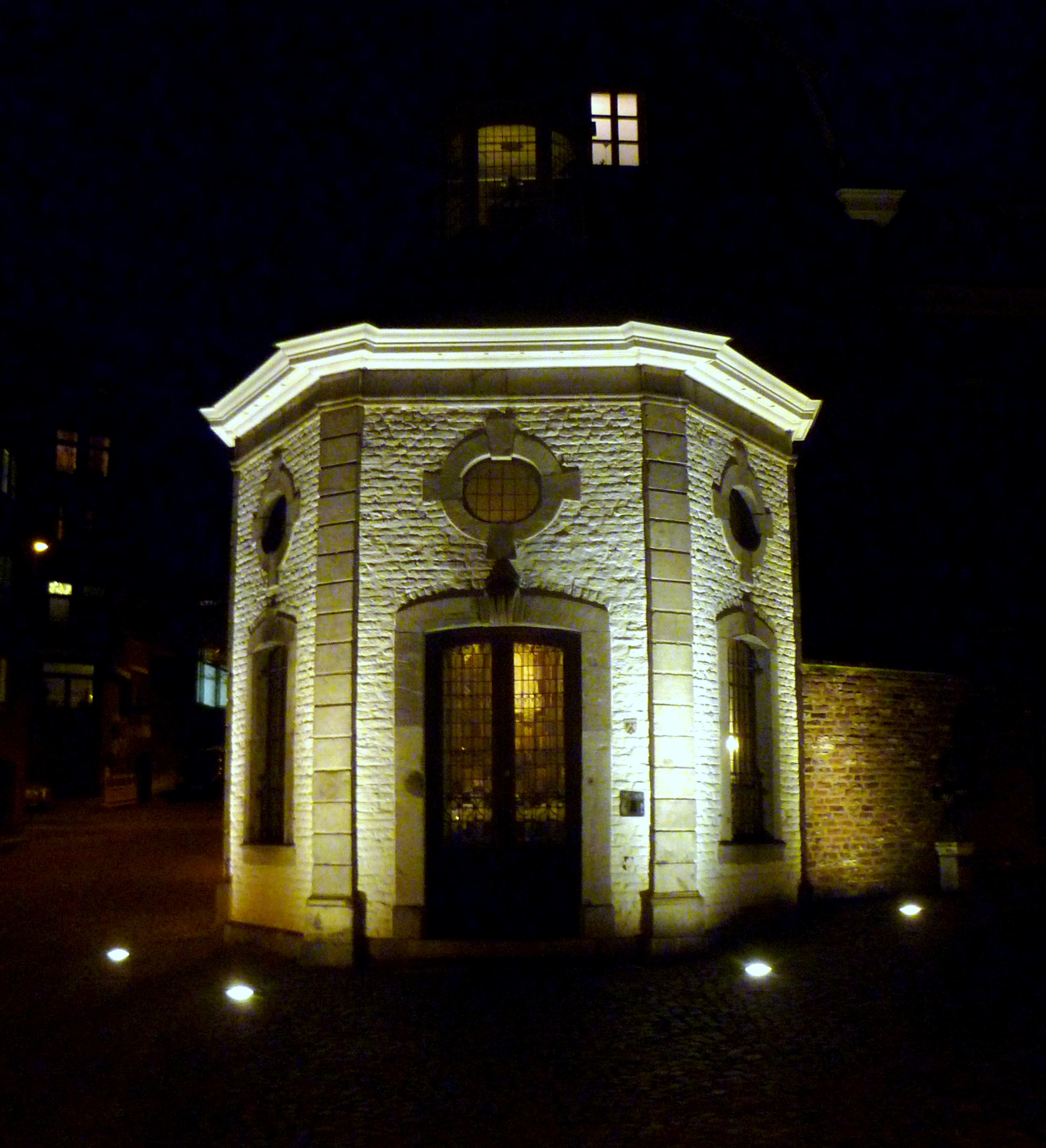
Roskapellchen bei Nacht

Bei der Schlacht um Aachen im Zweiten Weltkrieg wurde das Gemäuer des Roskapellchen stark zerstört, die Marienfigur blieb jedoch erneut wie durch ein Wunder unversehrt. Es dauerte dennoch bis 1958, bis die Restaurierungsarbeiten endgültig abgeschlossen wurden. Im Jahr 1960 wurde dazu eine Gedenktafel enthüllt, die heute nicht mehr vorhanden ist und auf der eingraviert war: „Et Rueskapellche. Marien- und Gnadenkapelle, erbaut 1758–1759 unter Herrn Pfarrer Johann Jakob Kloubert, St. Jakob, durch Kriegseinwirkungen teilweise zerstört 1940/1945, restauriert 1958 durch Herrn Pfarrer Kaspar Sinzig, St.Jakob“. In den Jahren 2007/2008 wurden schließlich Dach und Laterne des Roskapellchen grundlegend saniert und im Jahr 2013 erhielt der Komplex zudem eine neue zeitgemäße Illumination, die von der Stawag und dem Förderverein Lichtprojekt Aachen gesponsert wurde.

## Baubeschreibung
Das Roskapellchen ist ein sechseckiger, weiß getünchter Backsteinbau, dessen Ecken Lisenenartig mit Blausteinquadern verstärkt sind. Die Eingangsseite ist mit einer hölzernen und doppelflügeligen Rundbogentür ausgestattet, die mit schmiedeeisernen Ornamenten vor den mit durchsichtiger getönter Bleiverglasung ausgestatteten Türfenstern verziert ist. An den seitlichen Nachbarflächen befinden sich große Rundbogenfenster, die ebenso wie die Eingangstür mit Blausteinrahmen ausgestattet sind, in deren Sturz ein Schlussstein eingelassen ist. Diese typische Bauweise deutet eher auf Couven hin, da Mefferdatis zumeist Rechteckfenster mit mehreren Schlusssteinen bevorzugt hat. Darüber hinaus sind alle vier freien Seiten – zwei rückwärtige Seiten sind an einem alten Wohngebäude angelehnt und deshalb nicht einsehbar – im oberen Bereich mit kleinen ovalen Ochsenaugenfenstern mit Blausteinrahmen ausgestattet.
Über ein oberhalb der Ochsenaugen rundum verlaufendes Gesims aus Blaustein schließt sich das Zeltdach an, das in einem kleinen sechsseitigen geschlossenen Dachreiter mündet, der an allen Seiten mit klaren Gitterfenstern ausgestattet ist und durch die eine kleine Glocke sichtbar ist. Der Reiter wird ebenfalls von einem spitz zulaufenden Dach bedeckt, das mit einem kleinen goldenen Kreuz bestückt ist.

### Innenausstattung

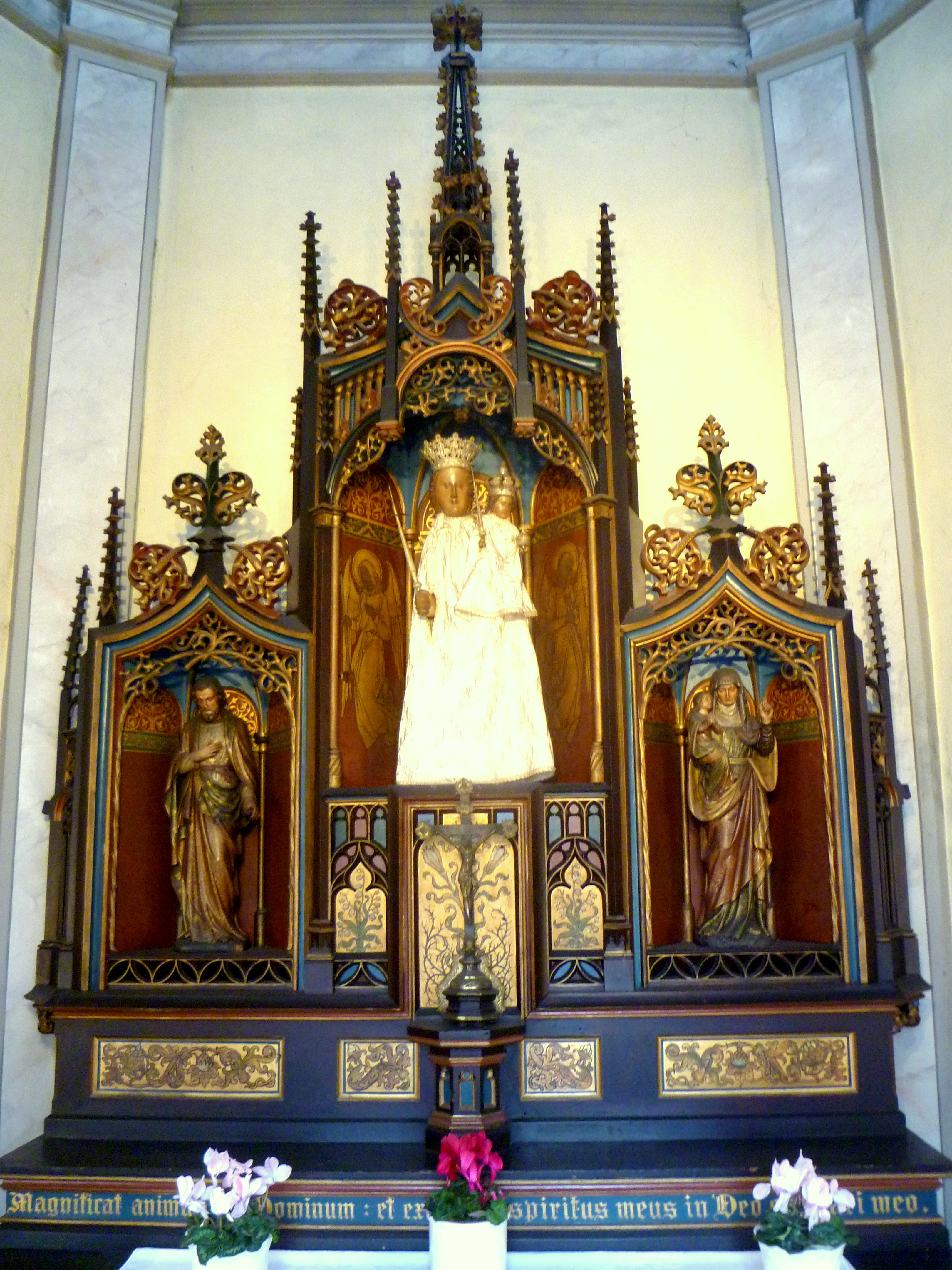
Altaraufbau

Hinter einer dicken Glasscheibe und einem schmiedeeisernen Kerzenständer befindet sich an der rückseitigen Wand der im neugotischem Stil gefasste und reichlich verzierte hölzerne Altar aus dem 19. Jahrhundert. Er besteht aus einer schmalen Mensa, auf der zunächst eine 10-cm-dicke Holzplatte aufgesetzt ist, auf dessen Vorderseite in goldenen Lettern auf blauem Hintergrund der Schriftzug des Magnificats: „Magnificat anima mea dominum: et exultavit spiritus meus in Deo salutari meo“ („Meine Seele preist die Größe des Herrn, und mein Geist jubelt über Gott, meinen Retter.“) eingraviert ist. Darüber erhebt sich der dreiteilige Altaraufbau aus dem 19. Jahrhundert, der an seinen oberen Ecken mit zierlichen Fialen bestückt ist. Über einem kleinen vergoldeten Tabernakel in der Mitte, vor dem ein kleines goldenes Kreuz auf einem sechseckigen hölzernen Sockel steht, schließt sich die zentrale Figurennische an, in der das alte Gnadenbild der Muttergottes mit Jesuskind, beide weiß gekleidet und bekrönt, unter einem mit Maßwerk versehenen Baldachin ihren Standort gefunden hat. Beiderseits davon befinden sich tiefer gesetzt weitere, kleinere und in gleicher Machart gestaltete Figurennischen, in der links die Figur des Josef von Nazareth und rechts eine weitere Darstellung der Gottesmutter mit Jesuskind im Stil und in der Machart der Josefsfigur aufgestellt sind.

## Streuengelche van de Rues

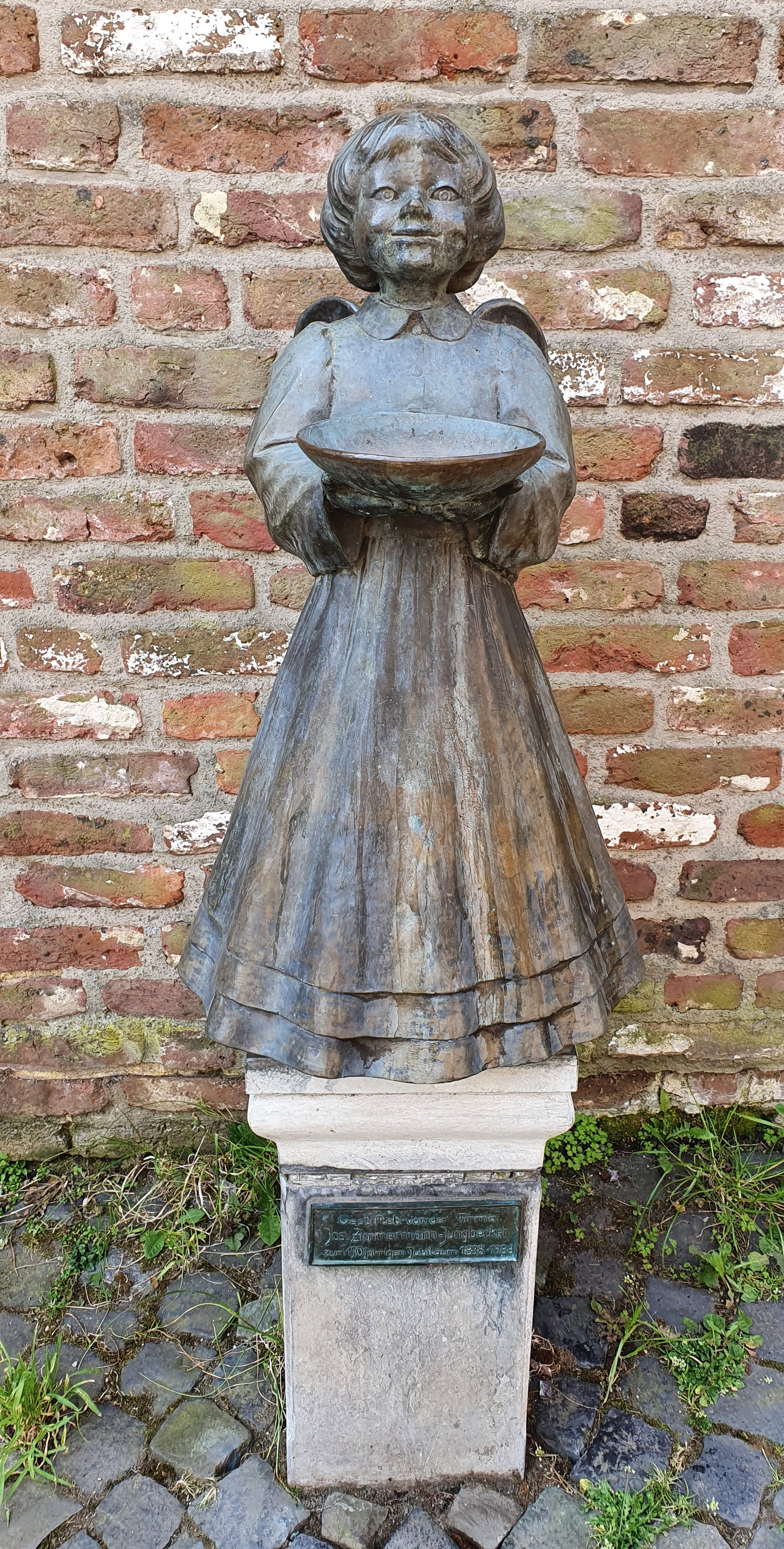
Skulptur Streuengelche

Der Legende nach gab es im 16. Jahrhundert einen Knecht namens Johann, der in einer benachbarten Schmiede die Pferde seines Bauern beschlagen ließ. Auf dem Rückweg zu den Feldern betete er an dem Gnadenbild und verteilte an die an der Tränke spielenden Kinder Süßigkeiten. Da es keine Erben gab, vermachte er der Pfarre St. Jakob eine kleine Geldsumme, womit diese nach seinem Tod die Kinder des Viertels einmal im Jahr mit Süßigkeiten beschenken sollte. Diese Idee nahmen die Bürger des Viertels später auf und gründeten im Jahr 1705 den bis heute existierenden Verein „Streuengelche van de Rues“. Daraus entwickelte sich die seitdem jährlich veranstaltete dreitägige Roskirmes, in deren Vorfeld ein Mädchen im Alter zwischen vier und sechs Jahren als genanntes „Streuengelchen“ gewählt wird. Dieses soll während der Festtage Süßigkeiten an andere Kinder des Viertels verteilen, aber auch Kindergärten und Altenheime besuchen. Zugleich bedient es während der Kirmes die schmuckvoll gekleidete „Streuengelche-Puppe“, die an Seilen, die von gegenüberliegenden Wohnungen des zweiten Obergeschosses quer über die Rosstraße gespannt sind, hin- und hergezogen werden kann und dabei durch eine Kippvorrichtung Bonbons in die Menge fallen lässt.
Eine im Jahr 1988 von Elisabeth „Lipette“ Jungbecker, der letzten Besitzerin der ehemaligen benachbarten Nadelfabrik Zimmermann, gestiftete und von dem Bildhauer Gerhard Hensen angefertigte Bronzefigur des Streuengelchens, wurde seitlich des Roskapellchens auf einem Blausteinsockel aufgestellt.
Darüber hinaus pflegt der Verein zugleich die Legende um das Roskapellchen mit mundartlichen Liedtexten, die aus der Feder von bekannten Aachener Mundartdichtern wie beispielsweise Will Hermanns stammen.